# 錫膏攪拌機
錫膏攪拌機（英語：Solder paste mixer），为一种電路板印刷仪器。錫膏在不與空氣接觸的前提下，錫膏罐不需打開，錫膏在非氧化或吸收水氣的情形下產生，達成錫膏均勻攪拌的完美結果。錫膏攪拌機提供強度超強的錫膏攪拌能力，擁有均勻錫膏攪拌能力，使SMT印刷製程簡便化。

## 原理
一般錫膏的保存都是以冷藏方式，溫度大約5℃左右，由於錫粉與助焊劑比重不同 因此經過一段時間錫粉下沉，而使兩者逐漸分離。早期作法在未開發出錫膏攪拌機，使用前必須先從冰箱取出錫膏並自然回溫（約25℃），回溫時間約為3-4小時或更長。需注意從冰箱取出到回溫結束絕對不可打開上蓋，避免水氣入侵，使過爐發生錫爆產生錫珠。回溫後再將周遭水氣擦乾，打開上蓋用攪拌棒或刮刀攪拌，由於錫粉已沉澱，手工攪拌時常發生不均勻現象，使品質不易掌控。

## 錫膏攪拌機種類
當今作法則利用錫膏攪拌機攪拌，從冰箱取出錫膏無須做回溫動作即可攪拌，省去回溫時間，水氣也於攪拌時自然風乾，攪拌效果極佳，錫粉與助焊劑再次充分混合。一般市售攪拌機都具備上述效果，但錫膏攪拌機有分為水平與45度攪拌方式。水平攪拌方式由於攪拌劇烈，有溫升過快容易氧化及包覆空氣等缺點。
錫膏攪拌機以採用45度攪拌方式較為優勢，較為均勻溫和，攪拌後溫升低，不造成錫膏溢出，不包覆空氣形成氣泡，錫珠，錫洞之現象。

## 應用材料
- 『錫膏、金膠、銀膠』
- 『導電膠、絕緣膠』
- 『合成樹脂、接著劑』
- 『塗料、油漆』
- 『化粧材料、化學材料、藥品』